# Dysdera machadoi
Dysdera machadoi là một loài nhện trong họ Dysderidae.
Loài này thuộc chi Dysdera. Dysdera machadoi được miêu tả năm 1996 bởi Ferrández.